# Constantin Teculescu
Constantin Teculescu (n. 6 octombrie 1946, București) este un fost deputat român în legislaturile 1992-1996, 1996-2000 și 2000-2004, ales în municipiul București pe listele partidului PDSR. În perioada 1992-1994, Constantin Teculescu a fost ministrul comerțului. În legislatura 1996-2000, Constantin Teculescu a fost membru în grupul parlamentar de prietenie cu Republica Elenă. În iunie 2001, Constantin Teculescu a devenit membru PSD. Constantin Teculescu a demisionat din Camera Deputaților pe data de 9 iunie 2003 și a fost înlocuit de deputatul Dorin Dăianu. În legislatura 2000-2004, Constantin Teculescu a fost membru în grupurile parlamentare de prietenie cu Republica Turcia și Republica Arabă Egipt.